# 2013年9月香港
- 9月9日：將軍澳彩明苑彩貴閣11樓命案。
- 9月20日：關閉19年，釣魚灣泳灘重新開放和提供救生服務。
- 9月22日：颱風天兔襲港，海陸空運輸大受影響。
- 9月24日：北大嶼山醫院啟用。